# Hylla
Hylla este o localitate din comuna Inderøy, provincia Nord-Trøndelag, Norvegia, cu o suprafață de 0,29 km² și o populație de 403 locuitori (2013).